# Sonnenfinsternis vom 3. Mai 1715
Die totale Sonnenfinsternis vom 22. Apriljul. / 3. Mai 1715greg. war im nördlichsten Nordamerika, Grönland, Europa, der Arktis und großen Teilen Asiens, sowie dem Nordatlantik sichtbar. Der Pfad der Totalität zog sich von den Azoren über England und Wales, über die Westfriesischen Inseln, dem äußersten Nordwesten des heutigen Schleswig-Holsteins (damals Dänisch), Dänemark, Schweden, Finnland und dem Norden des Russischen Kaiserreichs bis nach Sibirien. Die längste Dauer der Sonnenfinsternis mit 4 Minuten und 14 Sekunden wurde in der Nähe der Schwedischen Hauptstadt Stockholm erreicht.
Sie ist die erste Sonnenfinsternis, zu der die Vorausberechnung ihres Verlaufes als Karte erstellt wurde.
Da der Gregorianische Kalender in England erst 1752 eingeführt wurde, wird in der zeitgenössischen Englischen Literatur häufig von der Sonnenfinsternis vom 22. April gesprochen.
Die Sonnenfinsternis gehört zum Saros-Zyklus 114.

## Beobachtungen

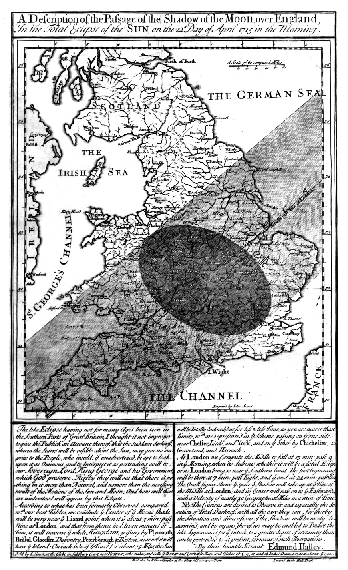
Der von Halley vorhergesagter Verlauf des Pfades der Totalität

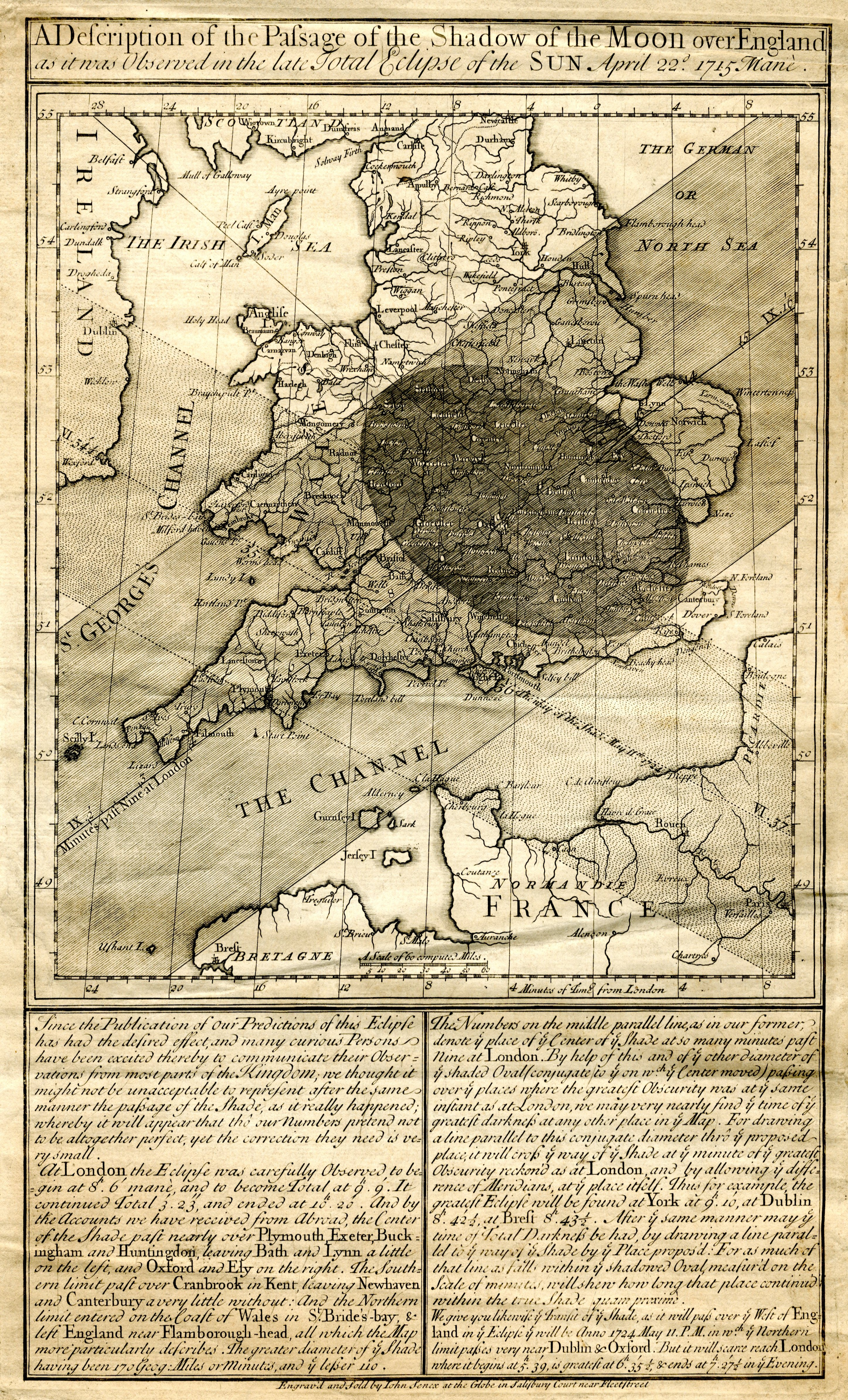
Korrigierter Verlauf des Pfades der Totalität der Sonnenfinsternis vom 3. Mai 1715

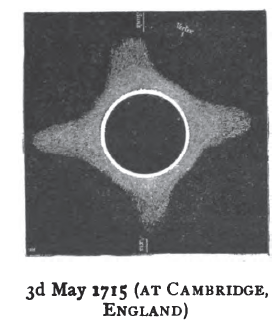
Darstellung der totalverfinsterten Sonne in Cambridge

Durch die genaue Vorhersage von Edmond Halley und gutes Wetter konnte in England eine umfangreiche Beobachtungskampagne durchgeführt werden, die zu einer verbesserten Vorhersage der Sonnenfinsternis vom 22. Mai 1724 führte. Weiterhin entdecke Halley bei seinen Berechnungen Abweichungen im Verlauf der Totalitätszone antiker Sonnenfinsternisse, die sich nur mit der Verlangsamung der Erdumdrehung erklären lassen (s. a. Delta T).